# Vladimir Jaščenko
Vladimir Illič Jaščenko (in ucraino Володимир Ілліч Ященко?; Zaporižžja, 12 gennaio 1959 – Zaporižžja, 30 novembre 1999) è stato un altista sovietico, medaglia d'oro ai Campionati europei indoor a Milano 1978, e ai Campionati europei 1978 a Praga.

## Biografia

Jaščenko ai Campionati europei indoor 1978 a Milano.

Vladimir Jaščenko esegue il salto utilizzando lo stile ventrale

Vladimir Jaščenko, detto Volodja, nacque a Zaporižžja nell'Ucraina sud-orientale. Avvicinatosi all'atletica leggera a 11 anni, fu un atleta dotato di un talento naturale non comune per il salto in alto, uno degli ultimi grandi interpreti ad utilizzare lo stile ventrale che gli consentiva di sfruttare appieno le sue caratteristiche fisiche, in particolare l'altezza (193 cm).
Nonostante la tecnica praticata fosse già ritenuta sorpassata, Jaščenko nel 1976 a soli 17 anni superò la misura di 2,22 m, e il 2 giugno 1977 a Richmond, nel corso di un incontro di atletica tra le rappresentative juniores di URSS e USA, stabilì con 2,33 m il record mondiale, strappandolo a Dwight Stones, specialista dello stile Fosbury.
Nel corso dei Campionati europei indoor di Milano il 12 marzo 1978 conquistò la medaglia d'oro fissando il nuovo record mondiale a 2,35 m, misura che rimane la più alta mai scavalcata con la tecnica ventrale ed è tuttora il primato mondiale juniores indoor. Il 16 giugno 1978 ritoccò il suo record all'aperto saltando 2,34 m a Tbilisi e in agosto vinse anche i Campionati europei di atletica con la misura di 2,30 m.
Nel 1979 a causa degli intensi sforzi di saltatore Jaščenko iniziò ad avere problemi al ginocchio sinistro, ma fu costretto dai tecnici a non interrompere l'attività e così, durante un meeting a Kaunas, si procurò la rottura dei legamenti crociati. Dopo una serie di operazioni ed una lunga sosta tentò inutilmente il rientro per le Olimpiadi di Mosca.
La sua ultima apparizione agonistica avvenne nel 1983, quando riuscì faticosamente a superare la misura di 2,10 m. Dopo il ritiro visse con una modesta pensione da ex atleta e dovette affrontare problemi di alcolismo. A causa dell'alcolismo in cui cadde, si ammalò di cirrosi epatica e conseguentemente di tumore al fegato, morendo il 30 novembre 1999 all'età di 40 anni.

## Opere a lui ispirate
La canzone Ventrale degli Offlaga Disco Pax è un omaggio all'atleta che viene citato esplicitamente.